# The Seventh Degree of Separation
The Seventh Degree of Separation – siódmy studyjny album brytyjskiego zespołu muzycznego Arena, wydany w 2011 roku.

## Lista utworów[1]
Słowa do wszystkich utworów napisał Clive Nolan.
1. „The Great Escape” (muz. Nolan) – 4:39
2. „Rapture” (muz. Pointer i Nolan) – 4:31
3. „One Last Au Revoir” (muz. Nolan i Jowitt) – 4:37
4. „The Ghost Walks” (muz. Pointer, Nolan i Mitchell) – 3:17
5. „Thief Of Souls” (muz. Pointer i Nolan) – 4:11
6. „Close Your Eyes” (muz. Nolan) – 3:40
7. „Echoes Of The Fall” (muz. Nolan) – 2:27
8. „Bed Of Nails” (muz. Pointer, Nolan i Mitchell) – 4:39
9. „What If?” (muz. Mitchell i Nolan) – 4:34
10. „Trebuchet” (muz. Pointer, Nolan i Jowitt) – 3:40
11. „Burning Down” (muz. Pointer, Nolan i Jowitt) – 4:31
12. „Catching The Bullet” (muz. Pointer i Nolan) – 7:43
13. „The Tinder Box” (muz. Nolan) – 4:15
14. „Making Of The Seventh Degree Of Separation” (materiał DVD) (Paul Manz) – 49:37

## Twórcy[1]
- Paul Manz – śpiew
- John Mitchell – gitara, chórek
- Clive Nolan – instrumenty klawiszowe, chórek
- John Jowitt – gitara basowa
- Mick Pointer – perkusja